# Josep Pintat-Solans
Josep Pintat-Solans (San Julián de Loria, 21 de enero de 1921-Barcelona, 20 de octubre de 2007) fue un político y empresario andorrano. En política estuvo en el Partido Conservador de Andorra, siendo alcalde de su pueblo natal, y entre 1984 y 1990 fue el jefe del Gobierno de Andorra.

## Biografía
Nacido en San Julián de Loria en el año 1925. Realizó sus estudios en centros españoles y franceses situados en Andorra. Se dedicó al mundo empresarial donde a principios de su carrera fue director de una empresa local en Andorra, y posteriormente promovió la industria tabacalera y también se dedicó a negocios en la banca.

### Carrera política
Josep Pintat, comenzó su carrera política en los años 1960, siendo miembro del Partido Conservador de Andorra, donde fue asesor de su parroquia natal San Julián de Loria, ese mismo fue candidato en las elecciones parlamentarias donde fue elegido miembro parlamentario en el Consejo General de Andorra, hasta el año 1963. Seis años más tarde fue nombrado nuevo alcalde de San Julián de Loria, durante los años 1969 y 1970. Posteriormente volvió a presentarse a las elecciones parlamentarias del año 1982 y fue reelegido como parlamentario en el Consejo General.

### Jefe del Gobierno
El día 21 de mayo del año 1984 fue elegido nuevo y segundo jefe del Gobierno de Andorra, sucediendo en el cargo al anterior y primer jefe del gobierno Òscar Ribas Reig —que había dimitido por la escasa falta de apoyo parlamentario—, donde Josep Pintat durante su primera legislatura en el cargo solo pudo gobernar durante un año, hasta que se celebraran las siguientes elecciones.
Tras las próximas elecciones parlamentarias celebradas el día 12 de diciembre del año 1985, su partido consiguió mayoría absoluta —el 27 de los 28 votos posibles del Consejo General de Andorra—, y fue reelegido jefe del Gobierno de Andorra, siendo investido presidente el día 10 de enero del año 1986.
A lo largo de los seis años de Josep Pintat frente al Gobierno y administración de Andorra, el día 12 de enero del año 1990 tras haber finalizado su mandato, fue sucedido por Òscar Ribas Reig en la jefatura del Gobierno de Andorra que fue anteriormente el primer presidente pero volvió al Gobierno tras las siguientes elecciones parlamentarias.

### Gobierno
Como jefe del Gobierno de Andorra, su principal cuestión fue resolver la negociación que mantenía con la Comunidad Económica Europea (CEE) para conseguir un Estatuto de País Tercero, y poder ser un miembro europeo.
Después de encabezar la Delegación Andorrana en el Consejo de Europa, en el mes de diciembre de 1989, se llegó a un acuerdo comercial, en virtud del cual Andorra y la Comunidad Europea, establecían una unión aduanera para los productos industriales comprendidos entre los números desde el 29 hasta el 97 de la Nomenclatura combinada.
La empresa de capital público y privado Forces Hidroelèctriques d'Andorra (FHASA) encargada de establecer el suministro eléctrico del país, fue rescatada y nacionalizada en el año 1988 por el Gobierno de Josep Pintat y el todo el Consejo General de Andorra siendo reconvertida a las Forces Elèctriques d'Andorra (FEDA).

### Posterioridad
Una vez finalizado su mandato el 12 de enero de 1990 y ser sucedido en el cargo de la jefatura del Gobierno andorrano por Òscar Ribas Reig, Josep Pintat como expresidente, dejó el mundo de la política y se dedicó a su anterior profesión que era la de empresario.
Josep Pintat, comenzó a trabajar en la gestión de la empresa que poseía, que es una industria dedicada a la elaboración de tabaco —principalmente de cigarrillos y puros— situada en el Principado de Andorra. También tiene acciones invertidas en diferentes comercios y supermercados del principado.
Posteriormente se trasladó hacia España para residir, donde estuvo viviendo en la ciudad de Barcelona.

### Fallecimiento
El día 20 de octubre del año 2007 falleció en Barcelona donde pasó los últimos años de su vida, tras haber tenido una larga enfermedad. Sus restos fueron trasladados a Andorra para ser enterrado en su población natal de San Julián de Loria.

## Vida privada
Josep Pintat, está casado y tiene tres hijos.
Su sobrino es Albert Pintat Santolària —3.º Jefe del Gobierno de Andorra entre los años 2005 y 2009—, que durante la presidencia de su tío Josep Pintat, fue su secretario personal durante los años 1984 y 1985, y posteriormente fue consejero general durante el año 1986.